# Bethesda Fountain
Bethesda Fountain ist ein neoklassizistischer Brunnen im Central Park von New York City. Der Brunnen ist Teil der größeren Bethesda-Terrasse, die eine zweigeschossige Arkade mit Minton-Fliesen und Blick auf den See umfasst.
Name und Gestaltung der Anlage beziehen sich auf die Zisterne Bethesda in Jerusalem, die im Mittelpunkt eines im Johannesevangelium erzählten Heilungswunders Jesu steht (Johannes 5,1–15 ).

## Standort
Der Brunnen befindet sich auf der Bethesda Terrace mit Blick auf den See im Central Park.

## Geschichte
Der Brunnen war Teil des Parkentwurfes von Calvert Vaux und Frederick Law Olmsted aus dem Jahr 1858 und wurde 1863 zur Erinnerung an die Eröffnung des Croton Aqueducts erbaut, der die Stadt ab 1842 mit Frischwasser versorgte. Der Entwurf des Brunnens stammt von dem Architekten Jacob Wrey Mould.
Der Brunnen und die Terrasse wurden in den 1980er Jahren einer umfangreichen Restaurierung unterzogen.

## Beschreibung
Anfangs bestand der Brunnen nur aus dem zentralen Bassin. Im Jahr 1873 erhielt er einen Aufbau mit der bronzenen Engelsstatue Angel of the Waters, die von

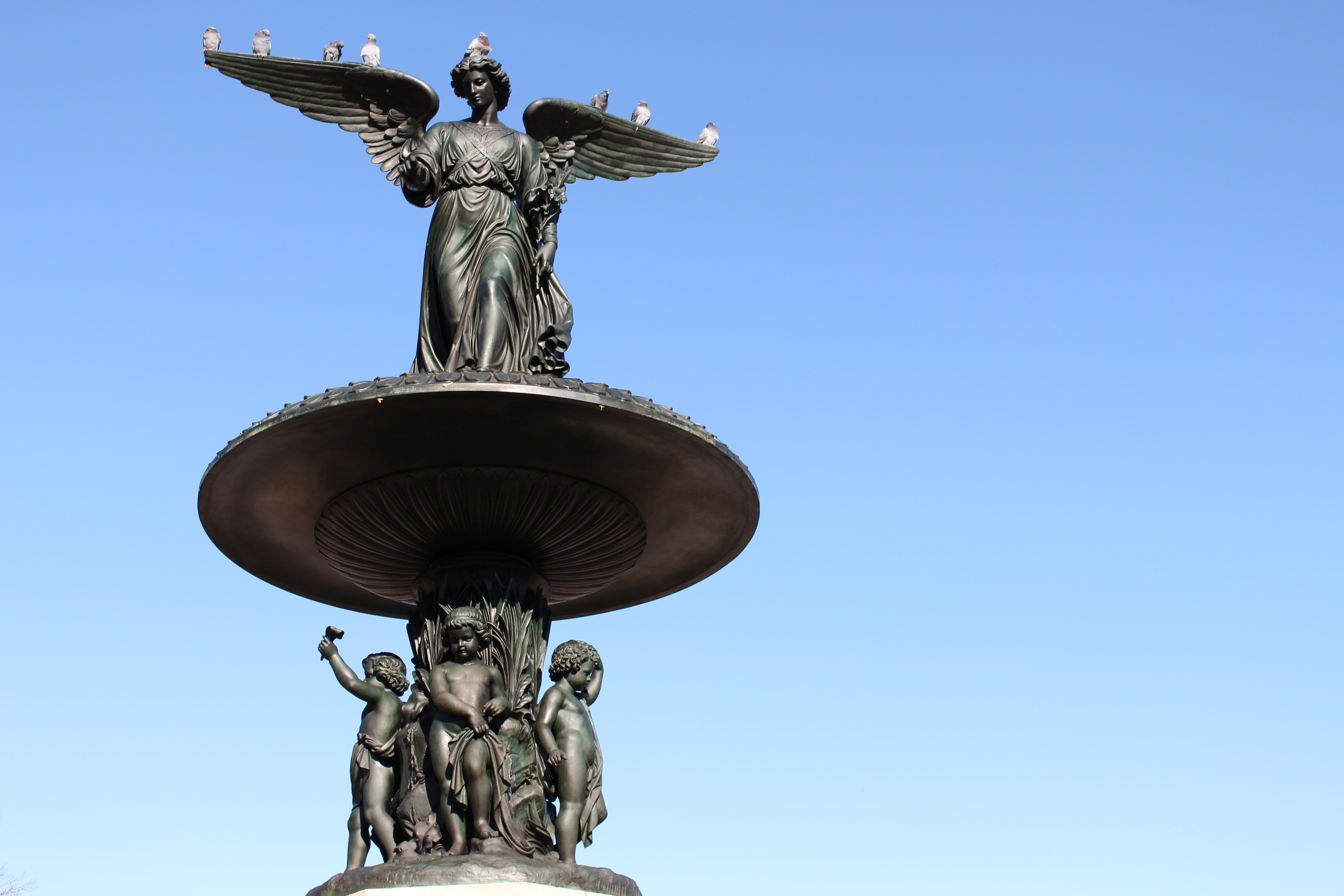
Bethesda Fountain at Central Park

Emma Stebbins entworfen wurde. Der Engel steht über vier Cherubim, die Gesundheit, Reinheit, Mäßigung und Frieden symbolisieren. Die ausgestreckte Hand des Engels und die Lilie, die er trägt, symbolisieren Segen für das Wasser. Das Wasser des Brunnens fließt in ein großes rundes Bassin darunter.